# Щёголев, Александр Васильевич
Александр Васильевич Щёголев (12 июня 1934, Сурава, Центрально-Чернозёмная область — 18 января 2011, Лебяжьевский район, Курганская область) — комбайнер совхоза «Речновский» Лебяжьевского района Курганской области. Герой Социалистического Труда (1972). Заслуженный механизатор сельского хозяйства РСФСР.

## Биография
Александр Васильевич Щёголев родился 12 июня 1934 год в крестьянской семье в селе Сурава Суравского сельсовета Тамбовско-Пригородный района Центрально-Чернозёмной области, ныне сельсовет входит в Тамбовский район Тамбовской области.
В 1939 году его родители переехали в деревню Кузинка (ныне Лебяжьевский муниципальный округ Курганской области). Здесь он окончил начальную школу и работал в колхозе «Ясная заря» Лебяжьевского района.
В 1952 году поступил на учёбу в ПТУ в посёлке Лебяжье. Окончив училище, работал в трактористом в колхозе имени Жданова Лебяжьевского района.
С 1953 года проходил срочную службу в Советской Армии.
После армии трудился трактористом в совхозе «Баксарский» (Баксарский сельсовет Лебяжьевского района), затем совхозе «Речновский» (Речновский сельсовет Лебяжьевского района).
В 1967 году вступил в КПСС.
Ежегодно перевыполнял план по обмолоту зерновых и обработке пахотной земли. В среднем обмолачивал по 10-12 тысяч центнеров зерновых и обрабатывал 800—1000 гектаров земли. Указом Президиума Верховного Совета СССР от 23 июня 1966 года за большие успехи, достигнутые в увеличении производства и продажи государству зерна, других продуктов земледелия, и проявленную трудовую доблесть на уборке урожая удостоен звания Героя Социалистического Труда с вручением ордена Ленина и золотой медали «Серп и Молот».
Участвовал во Всесоюзной выставке достижений народного хозяйства СССР в Москве.
Избирался делегатом XXIV съезда КПСС, депутатом сельского Совета, членом Лебяжьевского районного и Курганского областного комитетов КПСС.
Перед выходом на пенсию трудился 10 лет бригадиром тракторной бригады ОПХ «Речновское» Лебяжьевского района. В 1995 году бригада под его руководством была отмечена премией имени Т. С. Мальцева.
Александр Васильевич Щёголев скончался 18 января 2011 года.

## Награды
- Герой Социалистического Труда — указом Президиума Верховного Совета СССР от 13 декабря 1972 года
  - Орден Ленина № 421093
  - Медаль «Серп и Молот» № 15151
- Орден Ленина, 8 апреля 1971 года
- Юбилейная медаль «За доблестный труд. В ознаменование 100-летия со дня рождения Владимира Ильича Ленина», 1970 год
- Медаль «За освоение целинных земель»
- Заслуженный механизатор сельского хозяйства РСФСР
- Почётный гражданин Лебяжьевского района, 24 февраля 2004 года[2]
- Победитель социалистического соревнования, четырежды
- Серебряная и бронзовая медали ВДНХ